# 御所市立御所小学校
御所市立御所小学校（ごせしりつ ごせしょうがっこう）は、奈良県御所市にある公立小学校。

## 沿革
- 1873年（明治6年）5月 - 現在の御所市東本町に、第3大学区第15中学校区第77番小学校奨弘舎を設置。男児は真竜寺に、女児は浄宗寺に収容した。
- 1875年（明治8年）12月 - 奈良県葛上郡御所小学校と改称。
- 1881年（明治14年）4月 - 大阪府[1]大和葛上郡第1学区公立御所小学校と改称。
- 1885年（明治18年）4月14日 - 御所町字狐藪802番地（現在の御所市役所の位置）に新築移転。この日を学校創立記念日とする。
- 1887年（明治20年）4月 - 大阪府葛上郡公立御所尋常小学校と改称。
- 1887年（明治20年）11月4日 - 奈良県葛上郡公立御所尋常小学校と改称。
- 1920年（大正9年）4月 - 高等科を併設し、奈良県南葛城郡御所町立尋常高等小学校と改称。
- 1941年（昭和16年）4月1日 - 御所町立御所国民学校と改称。
- 1947年（昭和22年）4月1日 - 御所町立御所小学校と改称。
- 1957年（昭和32年）10月 - 柳原・出屋敷・今城・北十三地区を校区に編入[2]。
- 1958年（昭和33年）3月31日 - 南葛城郡御所町の市制施行に伴い、御所市立御所小学校と改称。
- 1971年（昭和46年）3月 - 校歌・校章制定。
- 1985年（昭和60年）3月 - 新校舎が落成。

## 通学区域
卒業生は基本的に御所市立御所中学校へ進学する。

## 周辺
すぐ西側を葛城川が北流しており、川を挟んで斜向かいに御所市役所がある。
- 御所市役所
- 御所市立御所中学校
- 御所郵便局
- 葛城公園
- アザレアホール（図書館・文化ホール）
- 奈良県道118号御所高取線

## アクセス
- JR和歌山線 御所駅から東へ700m

## 著名な出身者
- 平岡卓（2014年ソチオリンピックスノーボード男子ハーフパイプ銅メダリスト）